# Frederick Perez Bargebuhr
Frederick Perez Bargebuhr (* 24. Mai 1904 in Hamburg als Friedrich Paul Bargebuhr; † 27. April 1978 ebenda) war ein deutscher Judaist.

## Leben
In Palästina, das er bereits 1948 in Richtung USA verließ, arbeitete er als Architekt, in den USA zunächst als Lehrer für Latein, Deutsch, Französisch und Griechisch. Nach seiner Promotion in München 1951 lehrte er als Professor für Judaistik an der University of Iowa.

## Schriften
- Ibn Mammātī: Über das Beamtentum unter Saladin. Jerusalem 1947 (= Dissertation Universität München 1951) OCLC 73970011.
- El palacio de la Alhambra en el siglo XI. México 1966, OCLC 164116554.
- The Alhambra: A Cycle of Studies on the Eleventh Century in Moorish Spain. Berlin/Boston: De Gruyter 2011; ISBN 978-3-11-081859-8 (erste Auflage 1968) OCLC 1113326890.
- Salomo Ibn Gabirol.  Ostwestliches Dichtertum. Wiesbaden: Harrassowitz 1976; ISBN 3-447-01658-2.
- The paintings of the ›new‹ catacomb of the Via Latina and the struggle of christianity against paganism. Abhandlungen der Heidelberger Akademie der Wissenschaften, Philosophisch-Historische Klasse Jg. 1991, Abh. 2. Heidelberg 1991.